# Catocala kuangtungensis
Catocala kuangtungensis är en fjärilsart som beskrevs av Clayton Dissinger Mell 1931. Catocala kuangtungensis ingår i släktet Catocala och familjen nattflyn. Inga underarter finns listade i Catalogue of Life.